# María Angélica Idrobo
María Angélica Idrobo   (Otavalo, 29 de julio de 1890-Quito, 26 de febrero de 1956) fue una escritora, educadora y activista ecuatoriana pionera por la causa de las mujeres, junto a su colega Zoila Ugarte.

## Biografía
Nació  el 29 de julio de 1890 en el cantón de Otavalo , parroquia San Pablo del Lago, provincia de Imbabura.
A temprana edad se dedicó a la enseñanza y se destacó en el aprendizaje de primeras letras. Se trasladó a Quito para estudiar becada en el Normal Femenino, en el cual se formaron sucesivas generaciones de maestras. Posterior a graduarse como Normalista, se dedicó a la enseñanza, adquiriendo experiencia en pedagogía y cuyos conocimientos se reforzaron en técnica docente y educación avanzada cuando viajó becada a Argentina y Uruguay.

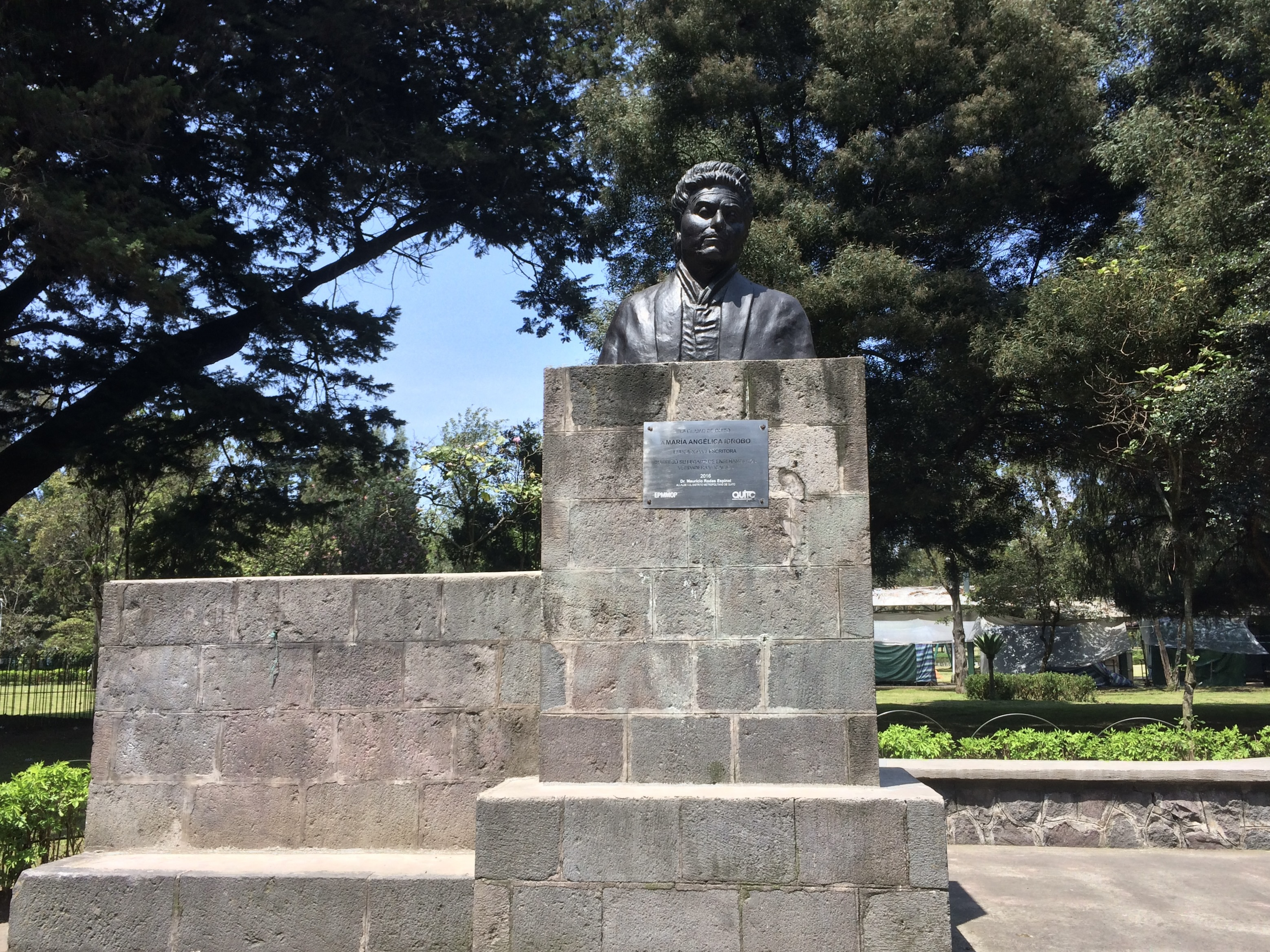
Monumento a María Angélica Idrobo (2016), parque El Ejido.

Fundó los liceos Ariel de Guayaquil, Fernández Madrid y Simón Bolívar. Se destacó como escritora, activista pionera por la causa de las mujeres, junto a su colega Zoila Ugarte, fundó la “Sociedad Feminista Luz de Pichincha”.

## Fallecimiento
Murió en Quito, el 26 de febrero de 1956.

## Diferentes maneras de escribir su nombre
Se escribe también su nombre de las siguientes maneras: María Angélica Hidrovo, María Angélica Idrobo, María Angélica Idrovo. Se utiliza la ortografía del nombre citado en la página del Ministerio de Cultura y Patrimonio del Ecuador.

## Obras

### Literatura
- Homenaje a las Madres.[5]

### Creación de instituciones educativas
- Liceo Ariel de Guayaquil.
- Liceo Fernández Madrid.[6]
- Liceo Simón Bolívar.